# Alfred Petrén
Daniel Alfred Petrén, född 17 mars 1867 i Husie socken i Skåne, död 27 februari 1964 i Stockholm, var en svensk psykiater och socialdemokratisk politiker.

## Biografi
Petrén var son till kyrkoherden Edvard Petrén (1825–1901) och Charlotta Göransson (1838–1894) och bror till Thure, Edvard, Karl, Bror, Jakob, Gustaf, Viktor, Ebbe och Louise Petrén. Han var från 1898 gift med Märta Kylander (1878–1959) och blev i äktenskapet med henne far till Kristina (1899–2000), Ture (1902–1976), Gertrud (1909–1978) och Märit Petrén (1916–2018). Han var dessutom svärfar till Karl-Erik Hogeman.

## Utbildning och karriär
Petrén blev 1894 efter studier i Lund medicine licentiat, 1908 medicine doktor vid Karolinska institutet och var 1909–1918 docent där. Han var underläkare vid Lunds asyl 1894–1895, biträdande läkare vid Vadstena hospital och asyl 1895–1905, tillförordnad asylläkare vid Uppsala asyl 1902–1904, amanuens i Medicinalstyrelsen 1905–1909, biträdande läkare vid Stockholms hospital 1905–1909, tillförordnad inspektör för Sigtuna sjukhem 1905–1909 och överläkare vid Säters hospital från 1910.
Enligt Ola Larsmo var Petrén ursprungligen orienterad runt sociala orsaksförklaringar till mentala problem, men en omsvängning skedde runt år 1909 vid bildandet av Svenska sällskapet för rashygien där både Petrén och Herman Lundborg var medlemmar. Efter denna punkt började Petrén att alltmer orientera sitt tänkande efter den europeiska rasbiologiska idévärlden. Kerstin Färm beskriver stämningen dessa år så att den politiska synen på det som kallats idioti och nu började kallas sinnesslöhet "ses inte längre som i första hand ett pedagogiskt projekt utan som ett socialt, medicinskt och moraliskt problem".
Under åren 1909–1924 var han överinspektör för sinnessjukvården i Sverige. Han blev 1924 hospitalsläkare av första klassen vid Stockholms hospital och tilldelades professors namn. Under åren 1929–1932 var han professor i psykiatri i Uppsala och 1932–1938 inspektör för sinnesslövården. Han var aktiv vid utarbetandet av 1929 års sinnessjuklag och drivande politiker för genomförandet av 1934 års steriliseringslagstiftning, vilket medgav utförande av tvångssterilisering på sinnessjuka. Det var på initiativ av Petrén som en rad sinnessjukhus och sinnesslöanstalter inrättades i militärkaserner som stod tomma till följd av 1925 års försvarsbeslut, till exempel Vipeholm i Lund.[källa behövs] Han författade över 300 skrifter om sinnessjuk-, sinnesslö- och alkoholistvård. 
Alfred Petrén var 1912–1935 riksdagsledamot av första kammaren. Han tillhörde ursprungligen "det liberala lägret" men övertalades enligt Erik Palmstierna att istället kandidera för Socialdemokraterna. Han var även känd som en av nykterhetsrörelsens banérförare och höll en mängd föredrag kring ämnet nykterhet runt om i Sverige. Han blev 1905 ledamot i Svenska Läkarnes Nykterhetsförening och 1916 satt Petrén i ledningen för den nybildade nykterhetsnämnden i Stockholm, där riktlinjerna för nykterhetsvården skulle komma att bli gällande även i övriga Sverige. Petrén deltog 1920 i författandet av en riksdagsmotion, vilken senare bidrog till grundandet av Statens institutet för rasbiologi 1922. Petrén motionerade även 1924 om ökade anslag till institutet.
Han erhöll Illis quorum 12:e storleken 1937. Makarna Petrén är begravda på Brunnby kyrkogård.